# Prince of Wales (Cocktail)

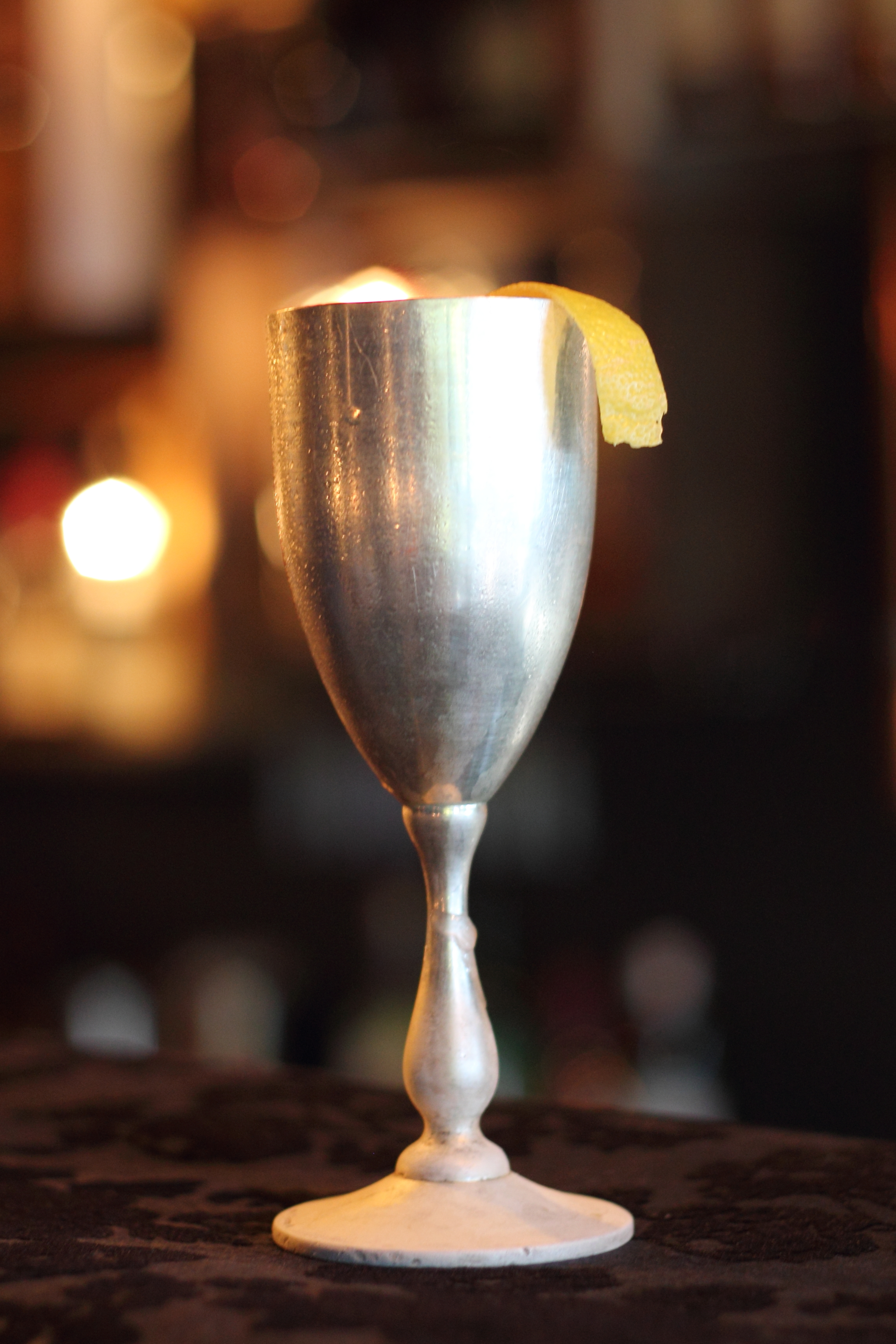
Prince of Wales Cocktail im Silberbecher

Der Prince of Wales [pɹɪns əvˈweɪlz] ist ein klassischer Cocktail. Seine alkoholische Basis ist meist Cognac, der mit Likören und Bitters verfeinert, mit etwas Champagner aufgefüllt und vielfach in einem Silberbecher serviert wird. Benannt ist das Getränk nach dem Prince of Wales, einem Adelstitel, der traditionell den Thronfolger in der britischen Monarchie bezeichnet. Zur Entstehungszeit des Cocktails Ende des 19. Jahrhunderts trug ihn Kronprinz Albert Edward, der älteste Sohn von Königin Viktoria. Er blieb 59 Jahre lang Prince of Wales und galt schon als „ewiger Thronfolger“, bis er schließlich im Jahr 1901 als Edward VII. den Thron bestieg.

## Geschichte

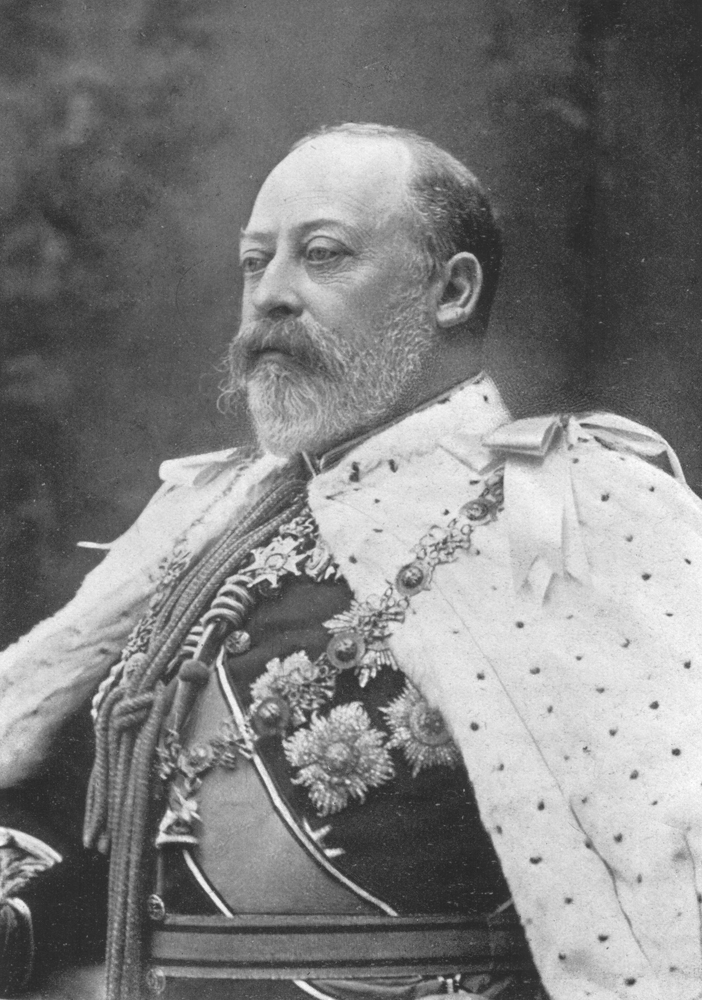
König Edward VII., vormals Prince of Wales, bei seiner Krönung, 1902

Der genaue Ursprung des Cocktails ist ungewiss, als gesichert gilt aber seine Entstehung im ausgehenden 19. Jahrhundert und der Bezug zu Kronprinz Albert Edward.  In einer 1901 anonym veröffentlichten Biographie, angeblich verfasst von einem „Mitglied des königlichen Haushalts“, wird der Drink dem König selbst zugeschrieben:

“He is also credited with having composed an excellent ‘cocktail’.  It consists of a little rye whisky, crushed ice, a small square of pineapple, a dash of Angostura bitters, a piece of lemon peel, a few drops of Maraschino, a little champagne, and powdered sugar to taste.  This ‘short drink’ is often asked for at the clubs which he frequents.”

„Er soll auch einen ausgezeichneten ‚Cocktail‘ geschaffen haben. Dieser besteht aus etwas Rye Whiskey, zerstoßenem Eis, einem kleinen Stück Ananas, einem Spritzer Angosturabitter, einem Stück Zitronenschale, einigen Tropfen Maraschino, etwas Champagner und Puderzucker nach Geschmack. Dieser ‚Shortdrink‘ wird oft in Clubs bestellt, die er besucht.“

Genaue Mengen und die Zubereitung werden zwar nicht genannt, aus den Zutaten ist aber ersichtlich, dass der Cocktail auf dem zu jener Zeit beliebten Improved Whiskey Cocktail basiert und ihn durch die Zugabe von Champagner variiert. Dem Cocktail-Historiker David Wondrich zufolge war es in den 1880er Jahren in gehobenen Bars Mode, fast jeden Drink „vom Brandy Punch bis zum Manhattan“ mit einem Schuss Champagner zu verfeinern.:S. 27f
Albert Edward, Prince of Wales, oder „Bertie“, wie er im engeren Familienkreis genannt wurde, galt zu seiner Zeit als Lebemann und hätte Wondrich zufolge wahrscheinlich einen „verdammt guten Barkeeper“ abgegeben. Nachdem sein Vater, Prinzgemahl Albert von Sachsen-Coburg und Gotha früh verstorben war, kamen ihm zwar Repräsentationsaufgaben zu, da seine Mutter, Königin Viktoria, als Witwe zusehends die Öffentlichkeit scheute. Von den eigentlichen Regierungsgeschäften hielt sie ihn aber weitgehend fern und band ihn nur in geringem Maße in offizielle Aufgaben ein. Dadurch hatte der Prince of Wales nicht nur genug Zeit, seine zahlreichen außerehelichen Affären zu pflegen, er konnte auch seinen Vorlieben wie Glücksspiel, Theater, Kunst, Pferderennen, Nachtclubs und Vaudeville nachgehen. Albert Edward wurde zum „playboy prince“ und war offenbar auch alkoholischen Genüssen sehr zugetan. Es ist wahrscheinlich, dass der Kronprinz schon im Alter von 18 Jahren, während einer Reise in die Vereinigten Staaten im Jahr 1860 – dem ersten USA-Besuch eines Mitglieds der britischen Monarchie überhaupt – die sich dort gerade entwickelnde Cocktail- und Barkultur kennenlernte und möglicherweise sogar dem legendären Barkeeper Jerry Thomas begegnete.:S. 27f In den ab 1862 erscheinenden Mixbüchern von Jerry Thomas kommt ein Prince of Wales genanntes Getränk allerdings nicht vor.
Erstmals erwähnt wird eine Rezeptur dieses Namens in dem 1896 in Paris erschienenen Mixbuch Bariana von Louis Fouquet, und zwar im dritten Teil der Rezeptsammlung unter der Überschrift „Cobblers, Punches“. Bei diesen handelte es sich Fouquet zufolge um Getränke, die mit viel Eis serviert und mit Früchten garniert werden. Für die Zubereitung eines Prince of Wales (Fouquet nennt auch die französische Bezeichnung „Prince de Galles“) sollte ein kleines Becherglas („Glas B“, das 250 g Wasser fasst) mit zerstoßenem Eis gefüllt werden, auf die man ein Glas trockenen Madeira, 3 Dashes Curaçao, 2 Dashes Noyaux (Nusslikör), einen Löffel Puderzucker und etwas Champagner und Sodawasser gab, gut verrührte, das Ganze mit Trinkhalm und einem Zitronenschnitz versah und schließlich noch 2 Spritzer Cherry Brandy (einen Kirschlikör) hinzufügte.
Dem Rezept von Fouquet und dem aus der König-Edward-Biographie ist gemeinsam, dass die alkoholische Basis – einmal Whiskey, einmal Madeira – mit kleinen Mengen von Likör bzw. Cocktail-Bitters kombiniert wird. Der Cocktail wird jeweils wie ein Cobbler mit zerstoßenem Eis zubereitet, nur wenig Champagner hinzugefügt und am Schluss mit einer Zitronenzeste bzw. einem Zitronenschnitz serviert. Nach einem Silberbecher verlangt indes noch keines der frühen Rezepte, er wird erst in der zweiten Hälfte des 20. Jahrhunderts als zum Drink passend empfohlen.
In späteren Rezepten variierten dann sowohl die Grundzutaten des Cocktails als auch dessen Zubereitung. Rye Whiskey erlebte nach dem Ende der Alkoholprohibition in den Vereinigten Staaten einen Niedergang, so dass in der Literatur zunehmend Weinbrand („Brandy“) bzw. Cognac als Basisspirituose vorgeschlagen wurde. Frank Meier, in den 1930er Jahren Barkeeper im Hôtel Ritz (Paris), verwendete beispielsweise jeweils ½ Glas Madeira und Brandy, 1 Teelöffel Curaçao und 1 Dash Angosturabitter, die er im Shaker mit Eis schüttelte, in ein Weinglas abseihte, mit Champagner auffüllte und mit einer Orangenzeste dekorierte. Auch die Mengenverhältnisse wurden angepasst. So besteht der bei Peter Roth und Carlo Bernasconi erwähnte Prince of Wales, den die Autoren einem Barkeeper der Harry’s Bar zuschreiben und der angeblich 1936 entstanden sein soll, aus lediglich 2 cl Cognac, 2 cl Curaçao und dem obligatorischen Dash Angosturabitter, dafür aber 12 cl Champagner. Der Drink wird in einem gekühlten Champagnerglas ohne Eis „gebaut“ und mit Orangenscheibe und Cocktailkirsche garniert. Aus dem ursprünglich stark alkoholischen Shortdrink, wie ein Cobbler mit Crushed Ice serviert und lediglich mit einem Schuss Champagner verfeinert, war in dieser Variante also ein likörhaltiger Aperitif geworden, in dem der Champagner die Hauptrolle spielt.

## Zubereitung

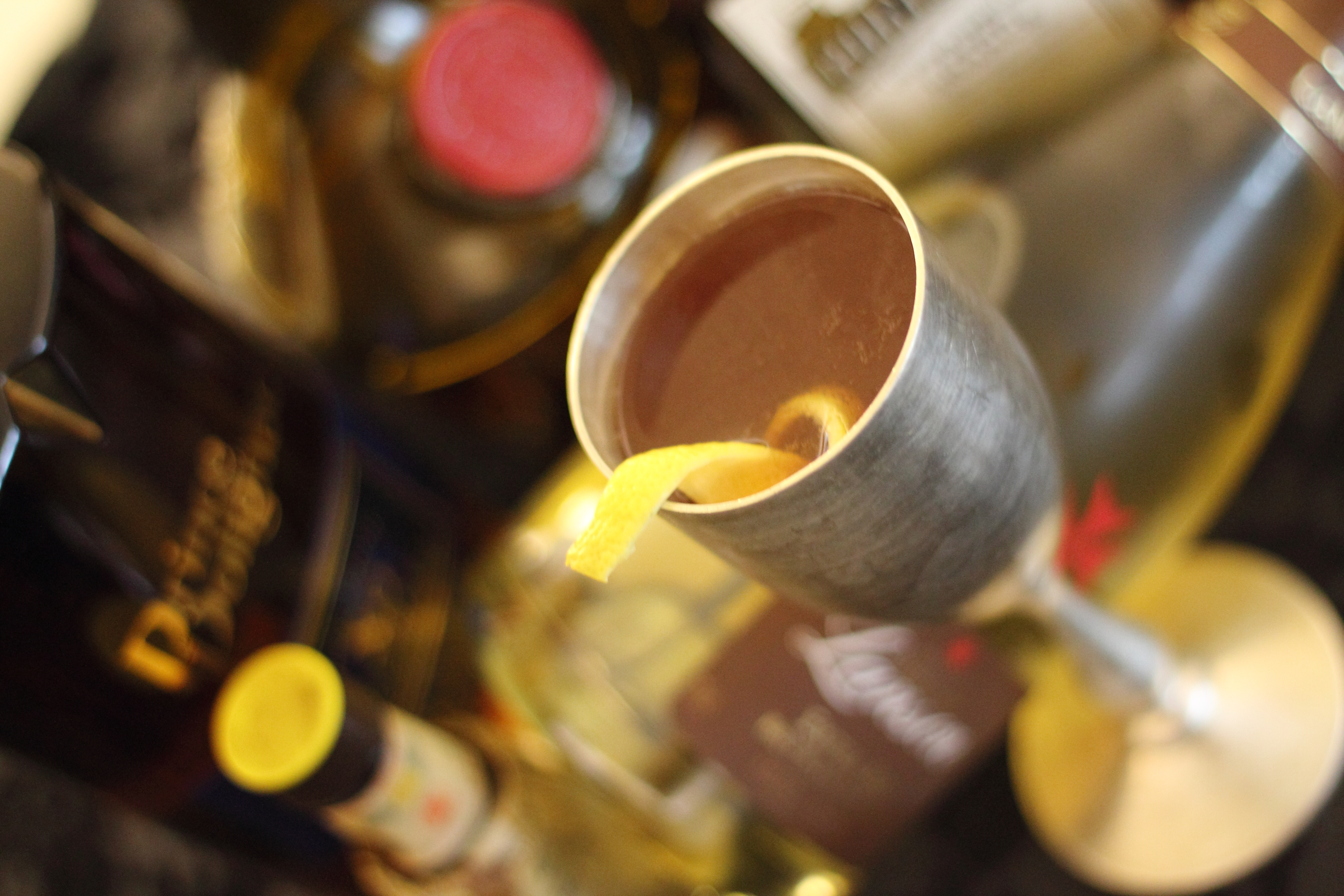
Prince of Wales

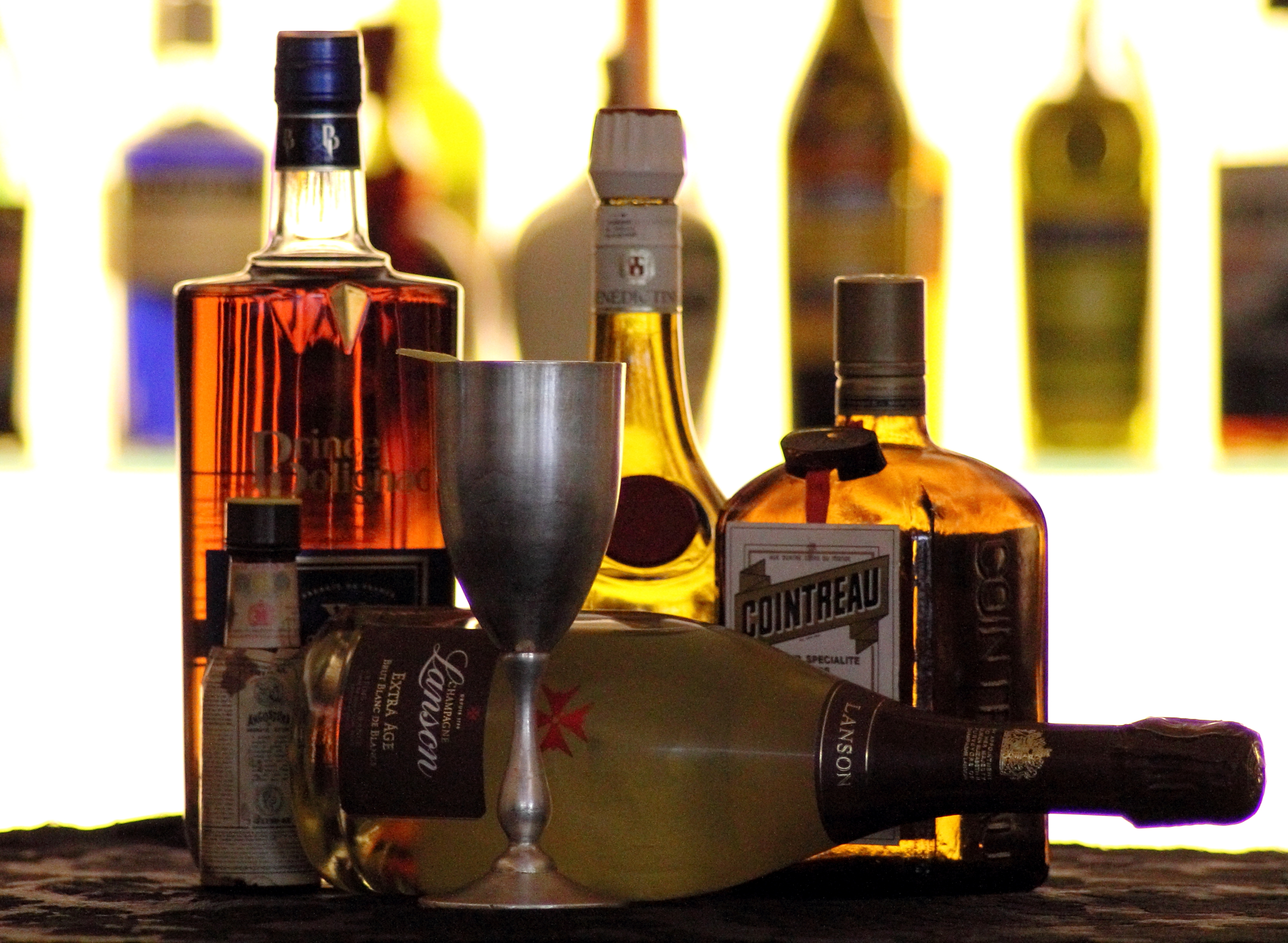
Typische Zutaten, zum Teil in historischen Flaschen: Cognac, Angosturabitter, Champagner, Bénédictine, Cointreau (von links nach rechts).

Für den Prince of Wales gibt es eine große Bandbreite an Rezepten und Varianten. Vielen gemeinsam sind die Basisspirituosen (meist Cognac oder Rye Whiskey), die Abrundung mit einigen Dashes (Spritzern) Cocktail-Bitters (in der Regel Angosturabitter) und  kleinen Mengen Likör (meist Maraschino, Bénédictine oder Curaçao), das Auffüllen mit etwas Champagner und das Servieren in einem Champagnerglas oder einem Silberbecher. Bei der Zubereitung im Cocktail-Shaker werden manchmal noch kleine Fruchtstücke, zum Beispiel Ananas, mitgeschüttelt und gelegentlich wird mit Puderzucker oder Zuckersirup gesüßt. Die Menge des Champagners zum Auffüllen ist in den meisten Rezepten nicht ausdrücklich angegeben, sie sollte aber im Verhältnis zu den übrigen Zutaten gering sein:

„Dann krönt ein Spritzer besten Champagners es zur Essenz des Wesentlichen. Historisch und metaphorisch evident ist die Tatsache, dass es nur ein nichtiger Spritzer ist, der krönt. Es soll nicht blubbern, das ist kein Jacuzzi. Das ist gustatorische Feinmechanik für Lebenskünstler.“

Auch bei der Zubereitung gibt es mehrere Möglichkeiten. Der Cocktail kann sowohl im Gästeglas bzw. Silberbecher „gebaut“ werden als auch im Shaker geschüttelt. Beim „Bauen“ – wie bei Fouquet (1896) – ähnelt die Zubereitung der eines Mint Julep. Der Becher wird mit Crushed Ice gefüllt, es folgen die flüssigen Zutaten (außer Champagner), die mit einem Barlöffel verrührt werden, bevor man schließlich einen Schuss gut vorgekühlten Champagners hinzufügt und vorsichtig mischt. Als Dekoration eignen sich eine Orangen- oder Zitronenzeste oder Cocktailkirschen, serviert wird mit einem Trinkhalm. Bei der Zubereitung im Shaker werden alle Zutaten (außer Champagner) zunächst auf Eiswürfeln geschüttelt und danach in das Trinkgefäß abgeseiht. Auch hier gibt man den gekühlten Champagner erst zum Schluss dazu und rührt vorsichtig um. Serviert wird entweder auf Eis in einem Silberbecher oder einem kleinen Tumbler (Becherglas), alternativ kann der Prince of Wales auch „straight up“, also ohne Eis, aus einem Champagnerkelch getrunken werden. Hierbei wird meist auf Dekoration, in jedem Fall aber auf einen Trinkhalm verzichtet.

## Moderne Rezepte
Angelehnt an die Rezeptur von 1901 aus der König-Edward-Biographie schlägt David Wondrich (2007) vor, im Cocktail-Shaker 1 Barlöffel (BL) Puderzucker mit einem Spritzer Angosturabitter und ½ BL Wasser zu vermischen, das Ganze mit 4,5 cl Rye Whiskey, 1/4 BL Maraschino, einem kleinen Stück frischer Ananas und einigen Eisstückchen kräftig zu schütteln, alles ohne Eis in ein gekühltes Cocktailglas abzuseihen und etwa 3 cl Champagner und ein Stück Zitronenzeste darüberzugeben.:S. 195.
Unter Berufung auf Frank Meiers Rezept von 1936 empfiehlt das Mixbuch Cocktailian (2010), den Prince of Wales aus 2 cl Madeira, 2 cl Cognac, 2 Dashes Angosturabitter und 1 BL Curaçao zuzubereiten. Die Zutaten werden im Cocktail-Shaker auf Eis kräftig geschüttelt, in einen vorgekühlten Champagnerkelch abgeseiht, mit Champagner aufgefüllt und mit einer Orangenzeste dekoriert. Ganz ähnlich interpretiert Jim Meehan den Drink in seinem PDT Cocktail Book (2011), indem er 3 cl Cognac, 3 cl Madeira, 3/4 cl Orangenlikör und 1 Dash Angosturabitter mit Eis schüttelt, in eine Cocktailschale abseiht, mit 3 cl Champagner auffüllt und mit einer Orangenzeste dekoriert. Als Referenz erwähnt er jedoch Louis Fouquet (1896) und nicht Meier.
Charles Schumann (2011) empfiehlt, den Drink in einem Becherglas, bevorzugt einem Silberbecher, zu servieren. Darin wird 1 Zuckerwürfel mit Angosturabitter getränkt, Eiswürfel, 2 cl Cognac, 1 cl Triple Sec, 1 Orangen- und 1 Zitronenviertel und eine Cocktailkirsche hinzugegeben, gut verrührt, mit Champagner aufgefüllt und mit einigen Dashes Bénédictine gefloatet.
Stephan Hinz (2014) verwendet 4 cl Cognac mit je 1 BL Maraschino, Curaçao und Bénédictine, 2 Spritzern Angosturabitter sowie Champagner zum Auffüllen. Die gekühlten Zutaten werden ohne Eis direkt im Champagnerglas oder in einem silbernen Kelch „gebaut“.